# Делагарди, Хедвиг Ева
Графиня Хедвиг Ева Делагарди (Де ла Гарди) (швед. Hedvig Eva De la Gardie, урождённая  Rålamb; 1747—1816) — шведская придворная дама, обергофмейстерина.

## Биография
Родилась 19 ноября 1747 года в семье чиновника барона Класа Густава Роламба и его жены баронессы Кристины Софии Сак (Christina Sophia Sack); внучка государственного деятеля Густава Роламба.
В 1765 году вышла замуж за графа Понтуса Фредрика Делагарди, стала матерью Якоба Густава Делагарди (1768—1842) и Акселя Габриэля Делагарди (1772—1838).
Хедвиг Ева Делагарди была обергофмейстериной у вдовы королевы Софии Магдалены Датской в период между 1792 и 1813 годами. Гедвига Елизавета Гольштейн-Готторпская упоминала в 1806 году, что Делагарди одной из немногих, с которой обычно обедала София Магдалена.
Умерла 12 февраля 1816 года в Стокгольме.